# Жедь, Виктор Петрович
Виктор Петрович Жедь (27 июля 1924, Москва — 2005) — советский и российский учёный в области станкостроения, лауреат Государственной премии СССР (1985).

## Биография
Родился 27 июля 1924 в семье рабочего (по одним сведениям — в Москве, по другим — в посёлке Чесминка Московской губернии, теперь это Ленинский район Московской области) .
Окончил среднюю школу (1939), 5-ю Московскую специальную артиллерийскую школу (1942) и Одесское артиллерийское училище (1943, в Свердловской области).
Участник Великой Отечественной войны с мая 1943 года (Западный фронт).
После демобилизации (1947) поступил в Московский станкоинструментальный институт.
- В 1952—1954 годах работал на станкозаводе «Красный пролетарий» инженером-технологом, мастером, старшим мастером, начальником смены.
- С 1954 по 1963 год инженер, младший научный сотрудник, заведующий отделом в Экспериментальном НИИ металлорежущих станков (ЭНИМС).

В 1958 году защитил диссертацию на тему «Экспериментальные исследования кинематических погрешностей в цепях станков для обработки спиральнозубных конических колёс».
С 1963 по 1964 год инструктор отдела машиностроения ЦК КПСС. Потом вернулся в ЭНИМС на должность заведующего отделом станочных узлов и механизмов. В 1966 году утвержден в ученом звании старшего научного сотрудника по специальности «Конструкция типовых узлов и механизмов металлорежущих станков».
Доктор технических наук (1973), тема диссертации «Аэростатистические опоры металлорежущих станков и приборов»). Профессор (1978).
В 1975—1987 годах директор ВНИИИнструмент. Одновременно с 1976 по 1985 год работал по совместительству в МАМИ профессором кафедры «Резание металлов, станки и инструмент».
В 1987—2005 годах профессор МАМИ на кафедре «Автоматизированные станочные системы и инструменты».
Автор 35 изобретений.

## Основные публикации
- «Узлы и механизмы металлорежущих станков» (1961);
- «Обзор зарубежного станкостроения. Вибрационные бункера, транспортёры и вибраторы к ним» (1961);
- «Патроны токарные кулачковые с ключевым зажимом» (1962);
- «Открытые аэростатические направляющие» (1966);
- «Опоры скольжения с газовой смазкой» (1969);
- «Режущие инструменты, оснащённые сверхтвёрдыми и керамическими материалами, и их применение. Справочник» (1987).

## Награды
Лауреат Государственной премии СССР 1985 года — за разработку высокопрогрессивного металлорежущего инструмента с износостойкими покрытиями. Заслуженный деятель науки Российской Федерации.
Награждён двумя орденами Отечественной войны II степени, орденом Красной Звезды и 15 медалями, в том числе «За оборону Москвы», «За отвагу», «За победу над Германией», нагрудным знаком «Изобретатель СССР».